# Génome mitochondrial
Les mitochondries sont des organites présents dans la grande majorité des cellules eucaryotes qui seraient issues de l'endosymbiose d'une alpha-protéobactérie, il y a environ deux milliards d'années (théorie endosymbiotique).
Au cours de l'évolution, les mitochondries ont conservé leur propre génome, qui, bien que très réduit par rapport à celui d'une bactérie, est essentiel au bon fonctionnement de ces organites. Confiné à l'intérieur des mitochondries, organites qui produisent l'énergie cellulaire, le génome mitochondrial (ADNmt) est distinct de l'ADN contenu dans le noyau. La transmission de cet ADN est non mendélienne car il est uniquement transmis par la mère. Mais il existe de nombreuses exceptions chez les plantes, les champignons et même chez les animaux.
Le génome mitochondrial est particulièrement utilisé en génétique des populations humaines, ou en agronomie, comme marqueur génétique pour la biologie évolutive (« marqueur direct et non ambigu de la généalogie maternelle et de la structuration géographique au sein d’une espèce, ainsi que des échanges génétiques entre populations, entre sous-espèces »). Il se distingue du reste du génome des cellules eucaryotes par son asexualité, qui est à l'origine du phénomène de « stérilité mâle cytoplasmique ».

## Évolution

### Origine du génome mitochondrial
La théorie endosymbiotique qui proposait l'hypothèse d'une fusion biologique entre deux organismes a été élaborée dans les années 1960 par la biologiste américaine Lynn Margulis, et il est maintenant admis que les mitochondries proviennent de l'endosymbiose d'une α-protéobactérie survenue il y a environ 2 milliards d'années.

### Altération du génome mitochondrial
Même si de nombreuses fonctions vitales (métabolisme de l’ADN, de l’ARN, biosynthèse des protéines, respiration, etc.) se déroulent toujours au sein des mitochondries, les génomes des bactéries ancestrales ont été fortement altérés au cours de l'évolution. Ainsi, le génome mitochondrial ne contient aujourd'hui qu’une très faible partie du génome originel. Les séquences éliminées du génome mitochondrial ont été soit transférées vers le noyau, soit perdues définitivement.

### Recombinaison et réparation de l'ADNmt
Il est souvent dit que pour les organites se reproduisant par reproduction asexuée, il n'y a pas de recombinaison génétique de leur génome. Or, la recombinaison permettant d'éliminer les mutations délétères des génomes, le transfert des gènes mitochondriaux vers le génome nucléaire serait avantageusement sélectionné car permettant la recombinaison de ces gènes (une fois intégrés au génome nucléaire) et donc l'élimination des mutations défavorables. Cependant, ceci n'est pas une règle absolue, la recombinaison des génomes mitochondriaux existe, mais sa fréquence varie énormément d'une espèce à l'autre.

### Maintien de certains gènes mitochondriaux
Cependant, on observe qu'une partie des gènes mitochondriaux n'a jamais été transférée vers le noyau dans l'évolution des eucaryotes. Ceci suggère que le transfert de ces gènes vers le noyau est contre-sélectionné ou alors très difficile à mettre en place. Il existe deux barrières principales au passage de ces gènes vers le noyau. Tout d'abord, il existe des différences entre le code génétique de l'hôte et celui du symbiote. Ainsi, une séquence nucléotidique transférée de la mitochondrie vers le noyau ne donnera pas forcément la même protéine, et le transfert de gène peut être associé à une perte de fonction de la protéine.
De plus, un certain nombre de protéines qui n'ont jamais été transférées au cours de l'évolution montrent une grande hydrophobicité. Ceci pourrait entraver le passage de ces protéines à travers les membranes des organites, rendant le transfert de gène difficile.

## Structure et composition
Avec le temps, les génomes mitochondriaux ont subi de très nombreuses modifications, en particulier de taille ; le génome d’une bactérie du genre Rickettsia fait environ 1 mégabase et comporte près de 1000 gènes, alors que le génome mitochondrial humain ne fait que 16kb, et celui d’Arabidopsis thaliana 367kb.
Les génomes mitochondriaux sont particulièrement hétérogènes : certains comme ceux des chaetognathes (vers sagittés, métazoaires constituant une grande part du plancton) ne conservant qu'une dizaine de gènes sans aucun ARNt sur à peine 11kb, d'autres comme celui du maïs dépassant les 700kb et portant plus de 100 gènes.
D'importantes modifications ont également eu lieu au niveau de sa composition fine ou de son fonctionnement. Ainsi, la majorité des génomes mitochondriaux connus sont transcrits par une ARN polymérase de type viral et non bactérien. Seule exception connue à ce jour[Quand ?] le génome mitochondrial de Reclinomonas americana qui contient les séquences de sous-unités d'une ARN polymérase de type bactérien.
Le génome mitochondrial est extrêmement dynamique, il est majoritairement hétéroplasmique chez les plantes et les animaux, c'est-à-dire qu'il en coexiste différentes formes au sein de la même mitochondrie. On peut le trouver sous forme circulaire ou linéaire, double ou simple brin. Ces différentes formes sont, entre autres, les produits de la réplication du génome mitochondrial par un mécanisme de cercle roulant, mais aussi d'un mécanisme de réplication à dépendance de recombinaison, similaire à la réplication du phage T4. Les génomes mitochondriaux sont habituellement représentés sous forme circulaire, dite "cercle maître" qui correspond à la molécule décrivant le mieux le génome.
Chez la plante modèle Arabidopsis thaliana, cette molécule fait 367kb et est riche en petites séquences répétées, 22 paires de répétitions identiques de plus de 100pb, dont deux majeures de 6,5 et 4,2kb (écotype C24). Seules ces deux régions sont impliquées dans des événements fréquents de recombinaison, créant 3 formes circulaires de 134, 233 et 367kb. Le ratio entre les différentes formes de génome peut varier, mais généralement une forme est majoritaire, les petites molécules d'ADN qui peuvent être produites lors de ces événements sont appelées sublimons. Les événements de recombinaison peuvent également être initiés en dehors des grandes séquences répétées et ces changements peuvent impliquer des phénomènes de stérilité mâle cytoplasmique ou, chez les mammifères, des maladies génétiques.

### Composition en gènes
On distingue trois grands types dans la composition génique des génomes mitochondriaux.
1. Chez les levures et les plantes, la taille et l'organisation du génome mitochondrial sont très variables ;
2. Chez les mammifères, le génome mitochondrial est très compact ;
3. chez les arthropodes, il est compact, de taille variable et possède une zone riche en adénine et thymine.

#### Génome mitochondrial humain

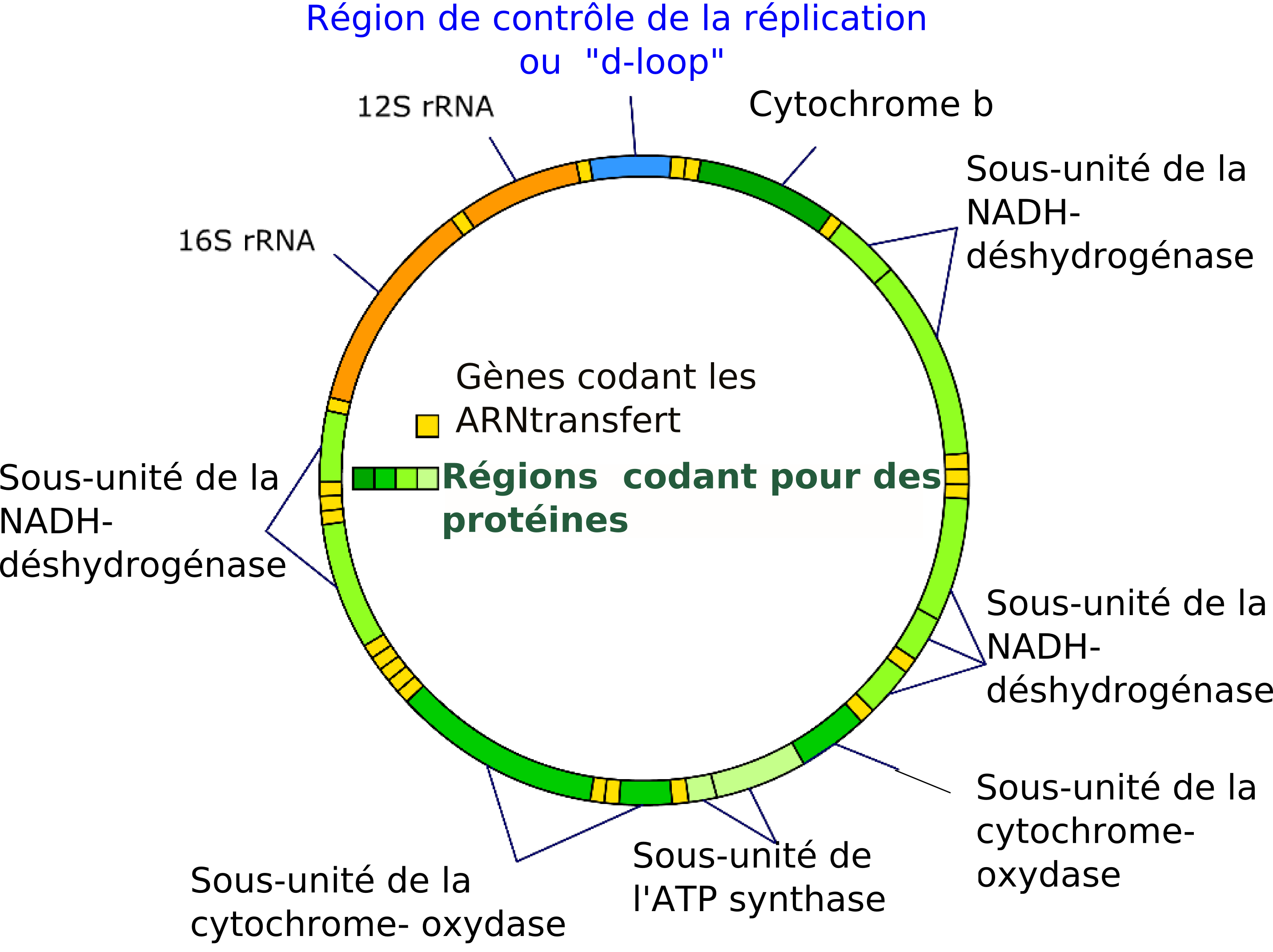
Organisation de l'ADN mitochondrial des mammifères

Le génome mitochondrial humain est circulaire. Il est composé de 16 569 paires de bases. Il comporte 37 gènes, lesquels codent 13 protéines, 22 ARN de transfert et 2 ARN ribosomiques. Les gènes sont disposés les uns à la suite des autres, et ne sont séparés que par de courtes régions non codantes. Les gènes codant des protéines sont séparés les uns des autres par des gènes codant des ARN de transfert. Une région de régulation de 600pb comporte les origines de transcription et une origine de réplication.
| Gènes codant: |         |         |         |
| ------------- | ------- | ------- | ------- |
| une protéine  | un ARNt | un ARNt | un ARNr |
| ND1           | TRNF    | TRND    | RNR1    |
| ND2           | TRNV    | TRNK    | RNR2    |
| COX1          | TRNL1   | TRNS1   |         |
| COX2          | TRNI    | TRNP    |         |
| ATP8          | TRNQ    | TRNE    |         |
| ATP6          | TRNM    | TRNT    |         |
| COX3          | TRNW    | TRNL2   |         |
| ND3           | TRNA    | TRNS2   |         |
| ND4L          | TRNN    | TRNR    |         |
| ND4           | TRNA    | TRNG    |         |
| ND5           | TRNN    |         |         |
| ND6           | TRNC    |         |         |
| CYTB          | TRNY    |         |         |

#### Génome mitochondrial de la drosophile
Chez la drosophile, le génome mitochondrial composite mesure 19,5kb. Il comporte 37 gènes, codant 13 protéines, 22 ARN de transfert et 2 ARN ribosomiques. Les mitochondries possèdent les mêmes gènes chez la drosophile et chez les mammifères, mais la disposition des gènes dans le génome mitochondrial est différente selon l'espèce et la classe. Les séquences codantes représentent 57 % du génome.

#### Génome mitochondrial de la levure de boulanger
Le levure de boulanger possède un génome mitochondrial long de 86kb comportant 43 gènes, codant 19 protéines, 25 ARN de transfert et 2 ARN ribosomiques. Les séquences codantes représentent 23 % du génome.
| gènes codant une protéine | ARNt(Codon) | ARNt(Codon) | ARNr   | Autre |
| ------------------------- | ----------- | ----------- | ------ | ----- |
| COX1                      | Pro(UGG)    | Try(UCA)    | RRN15S | RPM1  |
| AI5_α                     | Glu(UUC)    | Ser(UGA)    | RRN21S |       |
| AI4                       | Thr(UGU)    | Cys(GCA)    |        |       |
| AI3                       | His(GUg)    | Leu(UAA)    |        |       |
| AI1                       | Gln(UUG)    | Lys(UUU)    |        |       |
| AI5_β                     | Arg(UCU)    | Gly(UCC)    |        |       |
| ATP8                      | Asp(GUC)    |             |        |       |
| ATP6                      | Arg(ACG)    |             |        |       |
| COB                       | Ile(GAU)    |             |        |       |
| BI4                       | Asn(GUU)    |             |        |       |
| BI3                       | Phe(GAA)    |             |        |       |
| BI2                       | Thr         |             |        |       |
| OLI1                      | Val(UAC)    |             |        |       |
| VAR1                      | Met(CAU)1   |             |        |       |
| SCEI                      | Met(CAU)2   |             |        |       |
| COX2                      | Tyr(GUA)    |             |        |       |
| Mat                       | Ala(UGC)    |             |        |       |
| COX3                      | Ser(GCU)    |             |        |       |

#### Génome mitochondrial d'Arabidopsis thaliana
Chez Arabidopsis thaliana, le génome mitochondrial fait 367kb, il comporte en tout 60 gènes, dont 33 codant des protéines, 3 codant des ARN ribosomiques et 21 codant des ARN de transfert. Ces gènes ne couvrent que 10 % du génome, 10 % supplémentaires sont représentés par 74 ORFs de plus de 300 paires de bases sans homologie particulière avec des gènes connus, et pour lesquels aucune protéine produite n'a été observée jusqu'à présent. Les gènes sont souvent organisés en petites unités de transcription, qui confère un aspect très particulier au génome mitochondrial. En effet, celui-ci présente une faible densité de gènes, environ un gène pour 8kb, et le regroupement de ces gènes, sur de petites séquences, crée des zones du génome pouvant aller jusqu'à 27kb ne comportant que des ORFs putatives ou quelques ARNt. Trois zones répétées couvrent 7 % du génome, 8 % se retrouvent dans les introns, 5 % représentent des traces de transposons ou sont d'origine chloroplastique, laissant donc 60 % du génome sans origine ou fonction évidente. La collection d'ARN de transfert n'est pas complète, elle ne couvre que 14 acides aminés et 22 codons, les ARNt correspondant aux six acides aminés restants doivent donc être importés du noyau (alanine, arginine, histidine, leucine, phénylalanine, thréonine et valine). Il est à noter que sur les 22 ARNt compris dans le génome mitochondrial, 4 sont d'origine chloroplastique. Sur les 33 gènes codant des protéines, 6 codent des protéines ribosomiques, un gène code une maturase, une protéine n'a pas encore de fonction connue (MttB (en)), et tous les autres gènes codent des sous-unités de la chaîne de transfert d'électrons ou des protéines impliquées dans la synthèse du cytochrome c. Il n'y a donc aucun gène relatif à la transcription, ni ARN polymérase ni facteur de transcription, toutes les protéines impliquées dans ces processus doivent donc être importées du noyau.

## Variation du code génétique
Les mitochondries utilisent un code génétique différent du code génétique standard, utilisé par la très grande majorité des organismes vivants. En fait, 25 codes génétiques distincts sont connus, dont 13 pour les mitochondries de différents organismes. Il faut noter que les associations entre espèces et code génétique mitochondrial sont en constante évolution au gré des séquençage de nouveaux génomes mitochondriaux. Par exemple le code no 5 appelé "code mitochondrial des invertébrés" est confirmé pour des espèces comme Caenorhabditis elegans ou la drosophile (avec l'exception de l'absence de codon AGG), mais par exemple, ce n'est pas le cas pour les oursins qui ont leur propre code (no 9).
| Organisme   | Codon    | Standard   | Variation   |
| ----------- | -------- | ---------- | ----------- |
| Vertébré    | AGA, AGG | Arginine   | Stop        |
| Vertébré    | AUA      | Isoleucine | Methionine  |
| Vertébré    | UGA      | Stop       | Tryptophane |
| Invertébrés | AGA, AGG | Arginine   | Serine      |
| Invertébrés | AUA      | Isoleucine | Methionine  |
| Invertébrés | UGA      | Stop       | tryptophane |
| Levure      | AUA      | Isoleucine | Methionine  |
| Levure      | UGA      | Stop       | Tryptophane |
| Levure      | CUA      | Leucine    | Threonine   |

## Stérilité mâle cytoplasmique
La stérilité mâle cytoplasmique est un phénomène par lequel une plante dioïque se retrouve dans l’incapacité de produire des gamètes mâles fertiles. Le terme cytoplasmique évoque le fait que le phénotype est provoqué par un facteur porté par le génome mitochondrial. Ce processus a deux intérêts majeurs en agronomie : faciliter la production de descendance hybride chez des plantes naturellement autogames, et bénéficier ainsi du phénomène de vigueur hybride ou hétérosis, mais aussi pour les semenciers de distribuer des plantes ne pouvant donner une descendance utilisable pour un nouveau semis. Dans la nature le phénomène de stérilité mâle cytoplasmique est contrebalancé par l’apparition de facteurs de restauration de la fertilité, codés par le noyau.

## Analyses génétiques
Le génome mitochondrial est utilisé pour deux types d'analyses génétiques au moins: celles permettant l'étude des filiations mère-enfant d'une part et d'autre part la datation des lignées. Ainsi des études du début des années 2000 ont montré que toutes les mitochondries humaines auraient une origine africaine commune datée d'environ −150 000 ans.
Le principe de ces datations est que l'ADN mitochondrial mute spontanément et uniformément au fil des générations. Ainsi la fréquence des différences entre deux ADN mitochondriaux permet d'évaluer la date à laquelle ces deux ADN étaient identiques. Normalement il n'y a pas d'échange chez l'homme car ces gènes proviennent uniquement de la mère, mais une équipe sino-américaine a documenté en 2018 du transfert de l'ADN mitochondrial de père en fils. Il s’agissait d’un séquençage de 17 individus présentant une forte hétéroplasmie de l’ADNmt (entre 24 et 76%) avec plusieurs générations impliquées au sein de 3 familles différentes. Mais cette découverte reste controversée.